# Lee Matthew Shieh-Ming
Lee Matthew Shieh-Ming (chinesisch 李世明; * 1956 im Landkreis Penghu) ist ein taiwanischer Diplomat.
Nachdem er von 1981 bis 1982 als Übersetzer und Redakteur der China Times tätig gewesen war, arbeitete er bis 1983 in der Protokollabteilung des taiwanischen Außenministeriums und anschließend bis 1985 in der dortigen Abteilung für Nordamerika. Als stellvertretender Konsul war er danach bis 1991 in Seattle tätig. In den Jahren 1991 bis 1994 war er Bürovorsteher des Senators Chien-Jen Chen, dem späteren Leiter des Taipei Wirtschafts- und Kulturbüros in Washington, D.C. Weitere Karrierestation waren die Position des stellvertretenden Generalkonsuls in Los Angeles (1994 bis 1997) sowie die Tätigkeit als Bürovorsteher des Generaldirektors vom Informationsbüro des Exekutiv-Yuan (1997 bis 1999) und als Gesandtschaftsrat bei diesem Informationsbüro (1999 bis 2000). Von 2000 bis 2002 leitete er die Abteilung Allgemeines im taiwanischen Außenministerium, bevor er Generalkonsul in San Francisco wurde. Er wechselte 2005 als Leiter zum Taipei Wirtschafts- und Kulturbüro in Riga.
Im Jahr 2006 wurde er zum Botschafter in Koror (Palau) ernannt. Von 2008 bis 2009 arbeitete er als Chef des Protokolls und von 2009 bis 2011 als Generaldirektor der ostasiatischen Angelegenheiten im Außenministerium. Anschließend leitete er das Taipei Wirtschafts- und Kulturbüro in Buenos Aires (2011 bis 2014) und in Amman (2014 bis 2015). Seit dem 23. Januar 2016 vertritt er die Regierung in Taipei beim Heiligen Stuhl.